# Улица Кирова (Ижевск)

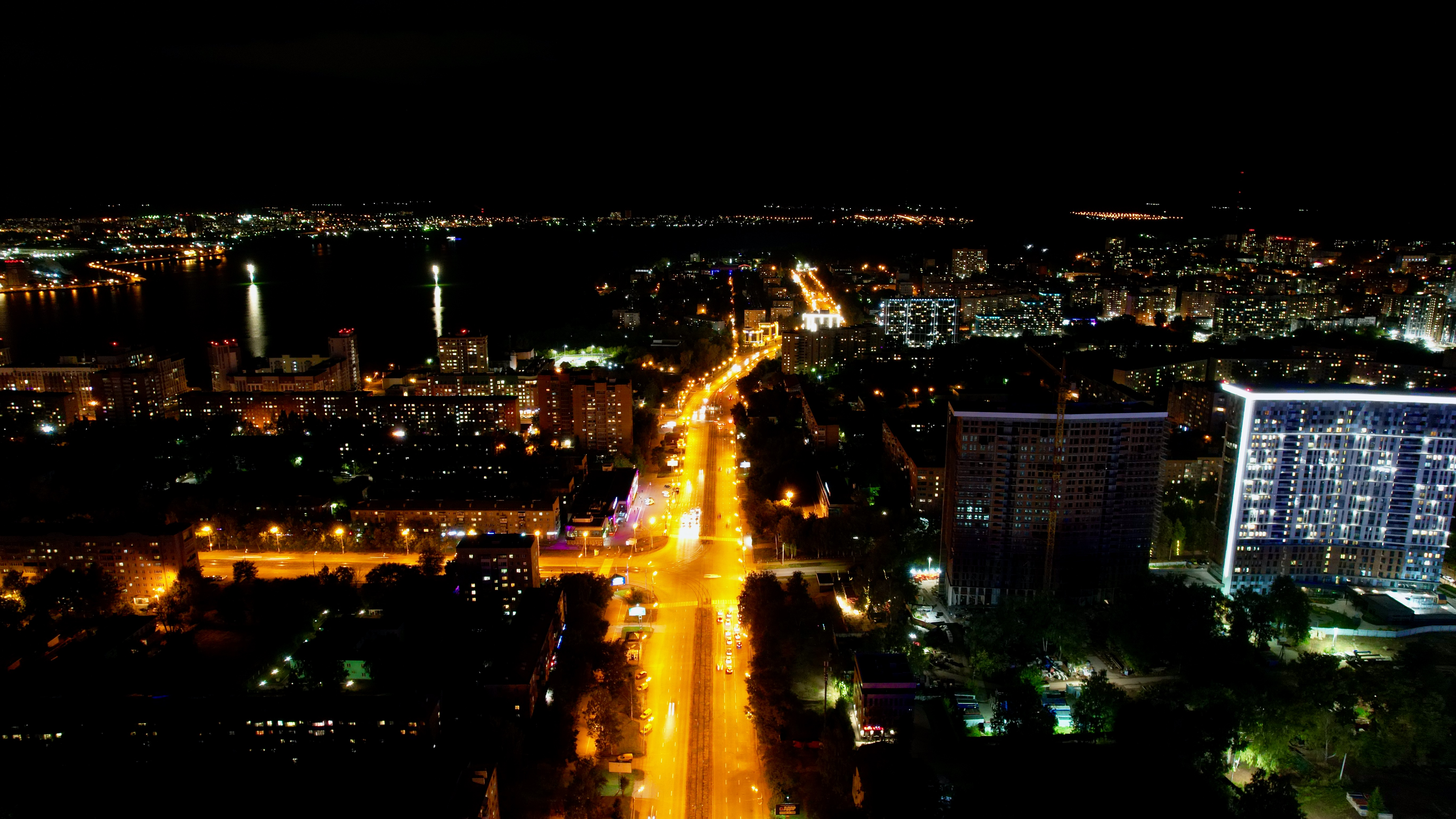
Ночной вид на перекрёсток с ул. К. Маркса

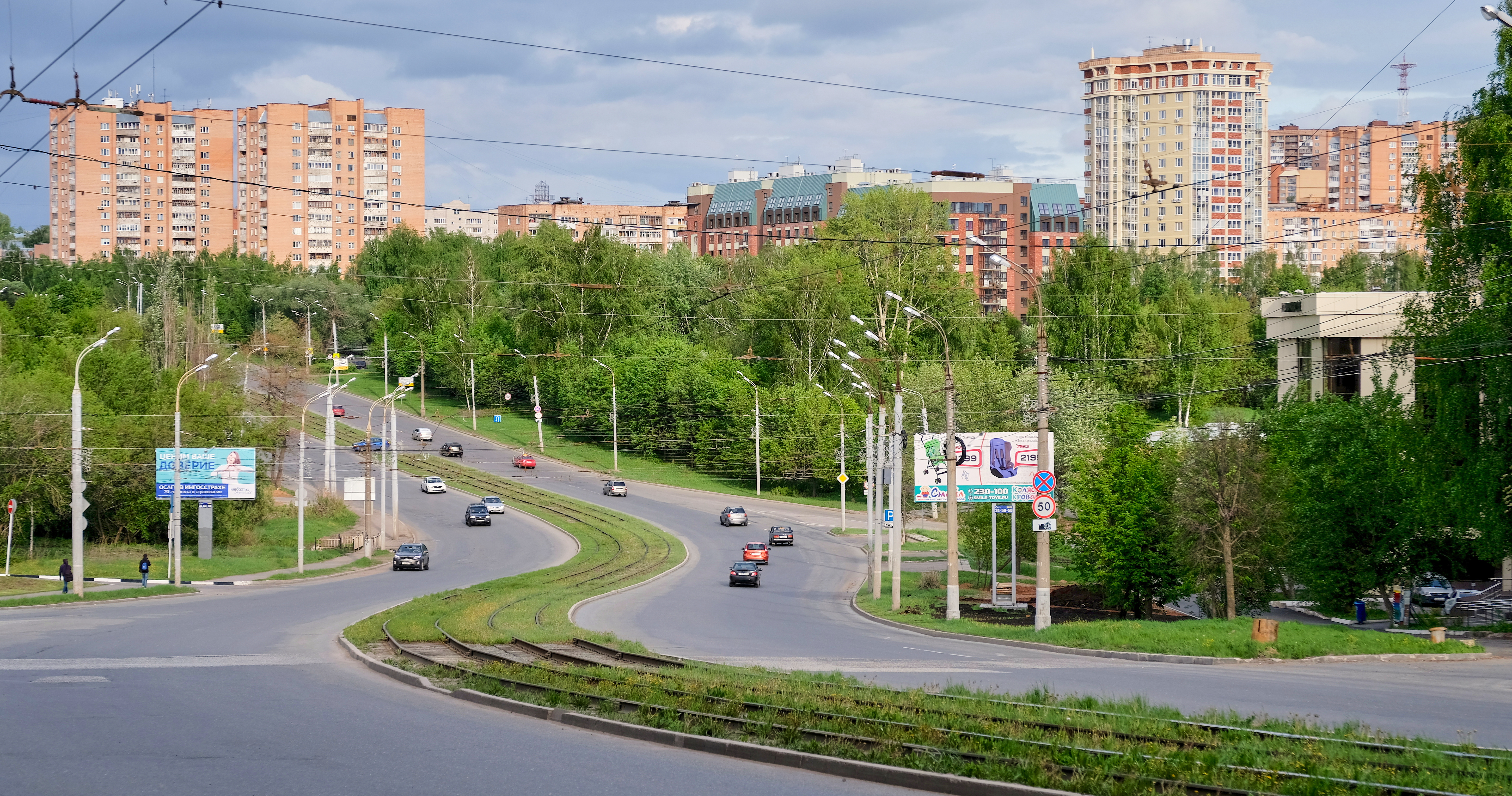
Участок улицы Кирова между улицами Горького и 30 лет Победы

У́лица Ки́рова — одна из основных магистральных улиц Ижевска, расположенная в Октябрьском и Индустриальном районах. Направлена с запада на восток, от Песочной улицы до Удмуртской улицы, после перекрёстка с которой переходит в Авангардную улицу. Длина улицы около 2,7 километра.
Пересекает улицы Карла Маркса, Пушкинскую и Коммунаров.
Слева примыкают улицы: 30 лет Победы, Нижняя, Родниковая, Вадима Сивкова и Красноармейская.
Справа примыкают улицы: 50 лет Пионерии, Максима Горького и Красная.
Нумерация домов ведётся от Песочной улицы.

## История
Улица Кирова первоначально именовалась Вятским переулком, так как образовалась она из тракта, ведущего в губернский город Вятку. С 1 января 1918 года по 28 июня 1936 года именовалась Вятской улицей. С 28 июня 1936 года решением исполкома горсовета улица носит нынешнее имя в честь советского государственного и партийного деятеля Сергея Мироновича Кирова.
Возле Дома творчества юных улицу Кирова пересекает река Подборенка, впадающая в Ижевский пруд. В начале XIX века на улице Кирова стояла мукомольная мельница, приводившаяся в движение водами Подборенки. Плотина на реке достигала 85 метров в длину и 5 метров в высоту.

## Примечательные здания и сооружения
По нечётной стороне:

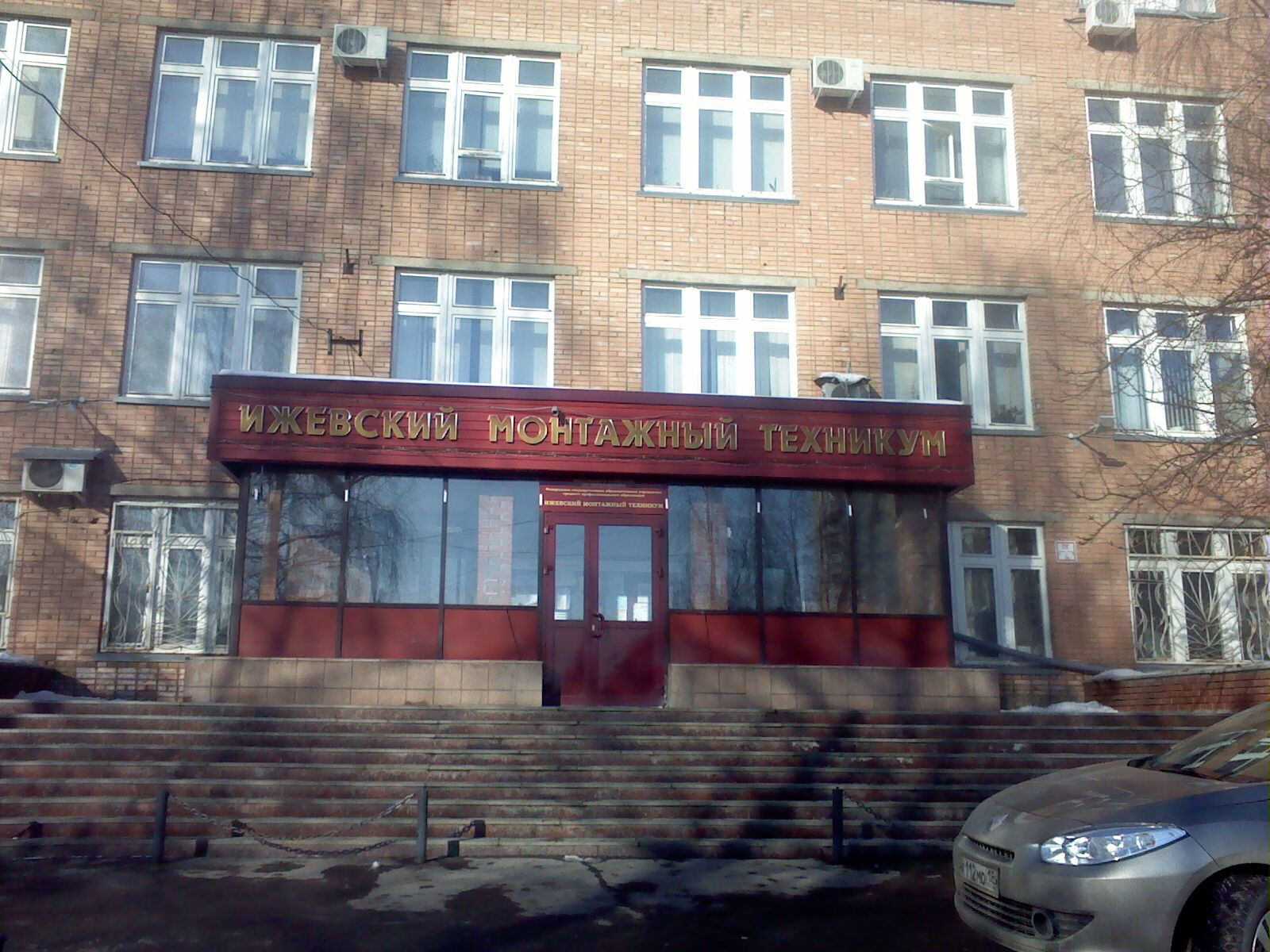
Ижевский монтажный техникум

- № 7 — музей почты Удмуртской Республики.
- № 9 — супермаркет «Вкусный дом».
- № 11 — супермаркет «Столичный».
- № 17 — Дворец детского и юношеского творчества, бывший Дворец пионеров.
- № 109 — торговый центр «Океан».

По чётной стороне:
- № 6 — стадион «Купол».
- № 8 — Ижевский зоопарк.
- № 16 — 2-й корпус Ижевской Государственной Сельскохозяйственной Академии.
- № 22 — Министерство транспорта и дорожного хозяйства Удмуртии.
- № 110 — Ижевский монтажный техникум.
- № 116 — Ижевский почтамт.
- № 128 — Удмуртский республиканский музей изобразительных искусств.
- № 130 — Детский сад № 76.
- № 132 — Физико-технический институт Уральского отделения РАН.
- № 142 — торговый центр «Алые паруса»
- № 146 — торговый центр «СтройПорт»
- № 172 — завод «Редуктор».

Также в начале улицы расположен Парк культуры и отдыха имени Кирова.

## Транспорт
На всем своём протяжении улица Кирова — шестиполосная магистраль, разделенная трамвайной линией, на которой проходят маршруты № , , , , ,. От пересечения с улицей 30 лет Победы до пересечения с улицей Максима Горького протянута контактная троллейбусная, где курсируют троллейбусы маршрутов № 6 и № 9. Так же по улице проходят и автобусные маршруты: № 36, 56 и 306.